# Polsat SuperHit Festiwal 2022
Polsat SuperHit Festiwal 2022 – siódma edycja festiwalu Polsat SuperHit. Festiwal odbył się w dniach 20–22 maja 2022 w Operze Leśnej w Sopocie. Po raz trzeci w historii tego festiwalu działało studio festiwalowe, którego gospodarzami byli Maciej Dowbor, Karolina Gilon, Krzysztof Ibisz i Paulina Sykut-Jeżyna.
Polsat SuperHit Festiwal 2022 powstał we współpracy z Miastem Sopot oraz Bałtycką Agencją Artystyczną BART. Za współorganizację wydarzenia odpowiadał Albert-ART. Partnerem strategicznym Festiwalu był Związek Producentów Audio-Video (ZPAV).

## Dzień 1, 20 maja 2022
Pierwszy dzień festiwalu prowadzili Krzysztof Ibisz, Paulina Sykut-Jeżyna i Marcin Wojciechowski z Radia ZET.
Tego dnia odbył się „Koncert Platynowy”. Zaśpiewali artyści, których albumy i single pokryły się platyną i diamentami. Byli to:
- Cleo
- Kwiat Jabłoni
- Komodo
- Kortez
- Piotr Cugowski
- Kaśka Sochacka

Wspólnie z widzami Polsatu w specjalnej zbiórce Fundacji Polsat wsparliśmy znajdujące się w dramatycznej sytuacji ukraińskie dzieci. W tej części wieczoru usłyszeliśmy zespół Enej w utworze „Brat za Brata” nagranym oryginalnie ze słynnym ukraińskim zespołem Kozak System, Kamila Bednarka w niezwykłym duecie z Daną Vynnytską, a także Macieja Maleńczuka.
Następnie odbyły się koncerty jubileuszowe zespołów LemON (10 lat pracy artystycznej) i T.Love (30-lecie albumu King).

## Dzień 2, 21 maja 2022
Drugi dzień upłynął pod znakiem koncertu „Radiowy przebój roku”, w którym poznaliśmy najlepsze piosenki grane w polskich rozgłośniach radiowych.
Wystąpili:
- Dawid Kwiatkowski
- Gromee
- Kayah i Viki Gabor
- Beata Kozidrak i Bajm
- Grzegorz Hyży
- Sylwia Grzeszczak
- Daria
- Three of Us
- Michał Szczygieł
- bryska

Koncert prowadzili Karolina Gilon, Maciej Dowbor, Marcelina Zawadzka i Marcin Wojciechowski z Radia ZET.
Później odbył się mini-recital Ralpha Kaminskiego i jubileuszowy koncert Dody z okazji 20-lecia pracy artystycznej.

## Dzień 3, 22 maja 2022
Tego dnia odbył się Sopocki Hit Kabaretowy pod tytułem „Co by było gdyby?”.
Wystąpili królowie polskiej sceny kabaretowej:
- Kabaret Moralnego Niepokoju
- Kabaret Skeczów Męczących
- Kabaret Ani Mru-Mru
- Kabaret Paranienormalni
- Kabaret Nowaki
- Kabaret Czwarta Fala
- Kabaret K2
- Jerzy Kryszak

Kabareton prowadzili Robert Korólczyk i Adrianna Borek.